# Bohdan Ljednjev
Bohdan Serhijovyč Ljednjev (in ucraino Богдан Сергійович Лєднєв?; Skvyra, 7 aprile 1998) è un calciatore ucraino, centrocampista del Polіssja Žytomyr.

## Caratteristiche tecniche
Mancino puro, gioca principalmente sulla trequarti alle spalle delle punte ma all'occorrenza può giocare anche come esterno offensivo. È particolarmente abile nei calci piazzati.

## Statistiche

### Presenze e reti nei club
Statistiche aggiornate al 21 settembre 2021.
| Stagione           | Squadra            | Campionato         | Campionato | Campionato | Coppe nazionali | Coppe nazionali | Coppe nazionali | Coppe continentali | Coppe continentali | Coppe continentali | Altre coppe | Altre coppe | Altre coppe | Totale | Totale | Totale |
| Stagione           | Squadra            | Comp               | Pres       | Reti       | Comp            | Pres            | Reti            | Comp               | Pres               | Reti               | Comp        | Pres        | Reti        | Pres   | Reti   |        |
| ------------------ | ------------------ | ------------------ | ---------- | ---------- | --------------- | --------------- | --------------- | ------------------ | ------------------ | ------------------ | ----------- | ----------- | ----------- | ------ | ------ | ------ |
| 2017-2018          | Dinamo Kiev        | PL                 | 0          | 0          | KU              | 1               | 0               | UEL                | 0                  | 0                  | SU          | -           | -           | 1      | 0      |        |
| 2018-2019          | Zorja              | PL                 | 22         | 1          | KU              | 3               | 2               | UEL                | 3                  | 0                  |             |             |             | 28     | 3      |        |
| 2019-2020          | Zorja              | PL                 | 27         | 11         | KU              | 1               | 1               | UEL                | 5                  | 1                  |             |             |             | 33     | 13     |        |
| Totale Zorya       | Totale Zorya       | Totale Zorya       | 49         | 12         |                 | 4               | 3               |                    | 8                  | 1                  |             |             |             | 61     | 16     |        |
| 2020-2021          | Dinamo Kiev        | PL                 | 12         | 1          | KU              | 2               | 1               | UCL+UEL            | 5+1                | 0                  | SU          | 1           | 0           | 21     | 2      |        |
| 2021-2022          | Dinamo Kiev        | PL                 | 6          | 0          | KU              | 0               | 0               | UCL                | 0                  | 0                  | SU          | 0           | 0           | 6      | 0      |        |
| Totale Dinamo Kiev | Totale Dinamo Kiev | Totale Dinamo Kiev | 18         | 1          |                 | 3               | 1               |                    | 6                  | 0                  |             | 1           | 0           | 28     | 2      |        |
| Totale carriera    | Totale carriera    | Totale carriera    | 67         | 13         |                 | 7               | 4               |                    | 14                 | 1                  |             | 1           | 0           | 91     | 18     |        |

## Palmarès

### Club

#### Competizioni nazionali
- Supercoppa d'Ucraina: 1

Dinamo Kiev: 2020
- Campionato ucraino: 1

Dinamo Kiev: 2020-2021
- Coppa d'Ucraina: 1

Dinamo Kiev: 2020-2021